# Дубровский, Егор Андреевич
Егор Андреевич Дубровский  (18 января 1989, Уфа) — российский хоккеист, нападающий. Игрок нефтекамского «Тороса», выступающего в ВХЛ.

## Карьера
Воспитанник уфимского хоккея. Карьеру начал в 2008 году в составе клуба «Салават Юлаев». В дебютном сезоне провел пять матчей, не набрав ни одного очка. Потом с 2009 по 2011 года сыграл за молодёжную команду «Толпар» 95 матчей и забросил 33 шайбы. C 2010 по 2013 играл за фарм-клуб из ВХЛ, нефтекамский «Торос». С 2013 и 2015 годы играл за «Салават Юлаев». 21 сентября 2015 обменян в екатеринбургский «Автомобилист» на Александра Логинова. 4 октября 2016 года вернулся в нефтекамский «Торос». С ноября 2018 года выступал за «Салават Юлаев».

## Достижения
• 2-кратный обладатель кубка Братины (в сезонах 2011/12 и 2012/13 в составе «Тороса»)
• Бронзовый призёр чемпионата КХЛ 2013/2014 в составе «Салават Юлаев»